# Eupterote alterata
Eupterote alterata är en fjärilsart som beskrevs av Moore 1884. Eupterote alterata ingår i släktet Eupterote och familjen Eupterotidae. Inga underarter finns listade i Catalogue of Life.